# Cristina de Lorena
Cristina de Lorena sau Chretienne de Lorraine (16 august 1565 – 19 decembrie 1637) a fost membră a Casei de Lorena și Mare Ducesă de Toscana prin căsătorie. A fost regentă împreună cu nora sa în timpul minoratului nepotului ei începând cu anul 1621.

## Prințesă de Lorena
Născută Christine de Lorraine la Nancy, Franța, ea a fost fiica lui Carol al III-lea, Duce de Lorena și a soției acestuia, Claude de Valois. A fost nepoata Ecaterinei de Medici. A fost numită după bunica paternă, Cristina a Danemarcei.

### Căsătorie
În 1587 Francesco I de' Medici, Mare Duce de Toscana a murit fără moștenitori masculini legitimi; fratele lui, Ferdinando, s-a declarat imediat al treilea Mare Duce de Toscana. Căutând o căsătorie care să-i prezerve independența politică, Ferdinando a ales o verișoară îndepărtată, Cristina de Lorena, nepoata favorită a Ecaterinei de Medici, regină a Franței. Ecaterina a influențat această căsătorie, de a realia familia Medici cu Franța, nu cu Spania.